# だけど 愛しすぎて
「だけど 愛しすぎて」（だけど あいしすぎて）は、平家みちよの4枚目のシングル。1998年10月25日発売。

## 概要
自身が出演した東映配給映画『モーニング刑事。抱いてHOLD ON ME!』オープニング・テーマで、同タイトルのミニ・アルバムからのリカット・シングル。

## 収録曲
（全作詞：牧穂エミ、作曲・編曲：はたけ）
1. だけど 愛しすぎて（Mix for Single）
2. 深呼吸しよう!
3. だけど 愛しすぎて（オリジナル・カラオケ）

## 参加ミュージシャン
だけど 愛しすぎて（Mix for Single）
- ギター&プログラミング：はたけ
- ベース：寺沢功一
- ドラム：樋口宗孝
- コーラス：牧穂エミ